# Xilin, Baise
Xilin är ett härad som lyder under Baises stad på prefekturnivå i den autonoma regionen Guangxi i Folkrepubliken Kina. Orten är belägen nära gränsen till Vietnam
I häradet är byn Yaoshan belägen, där den franske missionären Auguste Chapdelaine avrättades i februari 1856, vilket bidrog till att utlösa det andra opiumkriget.
1. ↑  http://www.geohive.com/cntry/cn-45.aspx